# Vöcklabruck (kotar)
Vöcklabruck je jedan od 94 austrijskih kotara od 132.572 stanovnika. 
Sjedište kotara je istoimeni grad Vöcklabruck.

## Zemljopis
Kotar Vöcklabruck leži na jugozapadu Gornje Austrije, administrativni centar je grad Vöcklabruck.
Vöcklabruck na sjeveru graniči s kotarima Grieskirchen i Wels-Land, na sjeverozapadu s kotarom Ried im Innkreis, na zapada s kotarom Braunau am Inn, na jugu sa Štajerskom i na istoku s kotarom Gmunden.

## Administrativna podjela kotara
Kotar Vöcklabruck je administrativno podjeljen na 52 općina od kojih 3 ima status grada, 12 ima status trgovišta, a 29 su općine;

### Gradovi
- Attnang-Puchheim
- Schwanenstadt
- Vöcklabruck

### Trgovišta
- Ampflwang im Hausruckwald
- Frankenburg am Hausruck
- Frankenmarkt
- Lenzing
- Mondsee
- Regau
- Sankt Georgen im Attergau
- Schörfling am Attersee
- Seewalchen am Attersee
- Timelkam
- Vöcklamarkt
- Wolfsegg am Hausruck

### Općine
- Attersee am Attersee
- Atzbach
- Aurach am Hongar
- Berg im Attergau
- Desselbrunn
- Fornach
- Gampern
- Innerschwand
- Manning
- Neukirchen an der Vöckla
- Niederthalheim
- Nußdorf am Attersee
- Oberhofen am Irrsee
- Oberndorf bei Schwanenstadt
- Oberwang
- Ottnang am Hausruck
- Pfaffing
- Pilsbach
- Pitzenberg
- Pöndorf
- Puchkirchen am Trattberg
- Pühret
- Redleiten
- Redlham
- Rüstorf
- Rutzenham
- Schlatt
- Sankt Lorenz
- Steinbach am Attersee
- Straß im Attergau
- Tiefgraben
- Ungenach
- Unterach am Attersee
- Weißenkirchen im Attergau
- Weyregg am Attersee
- Zell am Moos
- Zell am Pettenfirst

## Vanjske poveznice
- Službena stranica kotara